# Standfussiana herbuloti
Standfussiana herbuloti là một loài bướm đêm trong họ Noctuidae.